# Блекхаузен
Блекхаузен (нем. Bleckhausen) — община в Германии, в земле Рейнланд-Пфальц. 
Входит в состав района Вульканайфель. Подчиняется управлению Даун.  Население составляет 290 человек (на 31 декабря 2010 года). Занимает площадь 6,32 км².